# 법과 정의

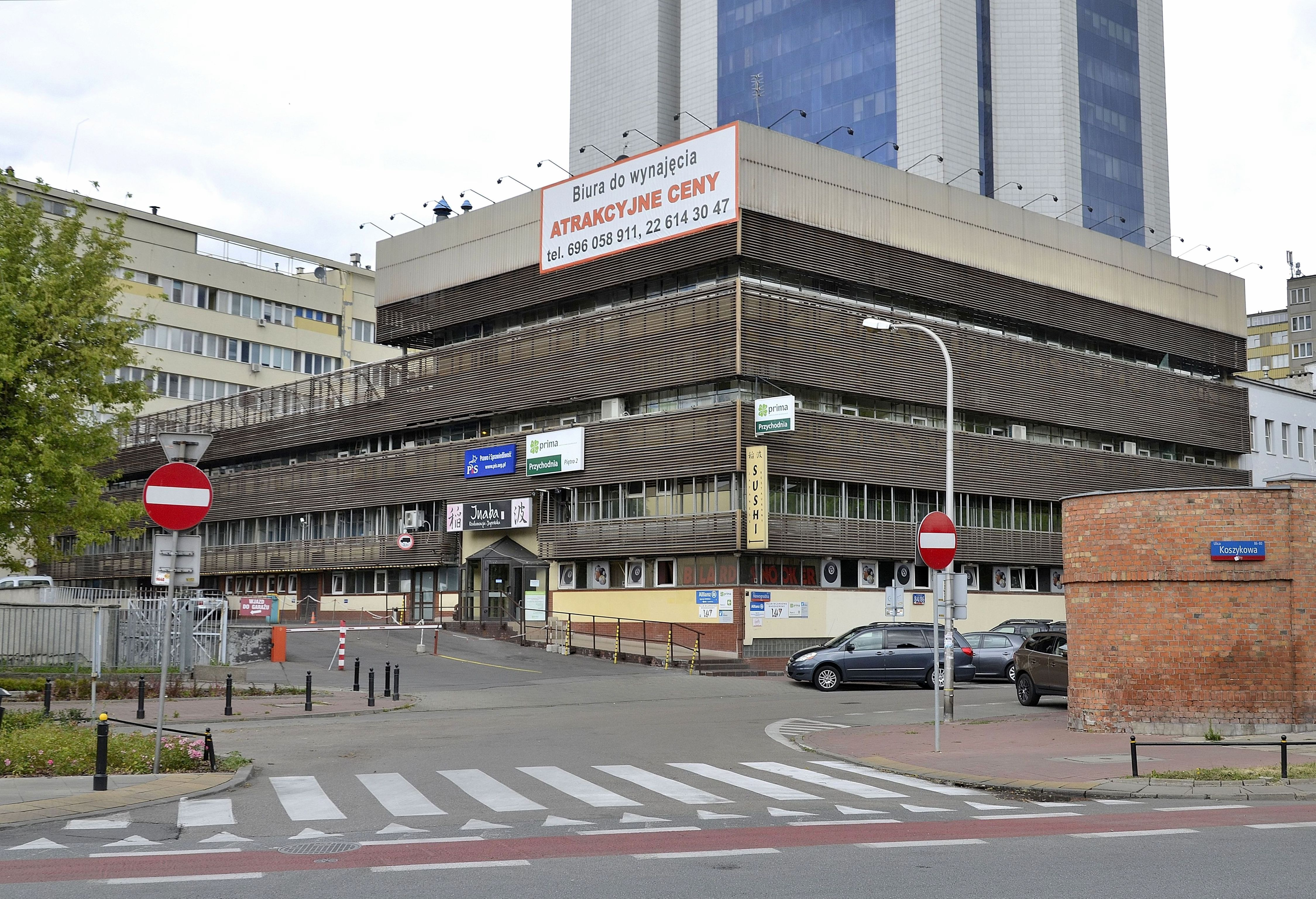

법과 정의(폴란드어: Prawo i Sprawiedliwość 프라보 이 스프라비에들리보시치[*])는 폴란드의 보수주의 정당으로 국민보수주의, 민족주의 정당 중에서 보수주의 경향이 가장 강한 정당이며 성향은 우익 또는 극우로 평가받는다. 2015년 폴란드 총선거 결과 폴란드의 제1당으로 폴란드의 정당 중에서 가장 규모가 크다.

## 역사
1990년 5월에 레흐 카친스키, 야로스와프 카친스키 형제가 중앙협정당을 창당했다. 1991년 폴란드 총선에서 시민중앙동맹(폴란드어: POC, Porozumienie Obywatelskie Centrum)을 창당하면서 상원 9석, 하원 44석을 획득 했으나 1993년에 카친스키 형제는 바웬사와 충돌을 일으키기 시작하였고, 같은 해 치러진 총선에서 의석을 모두 잃게 되었다. 1997년 총선에서 연대선거행동을 창당해 14석을 획득했으나 1999년에 연정에서 이탈했다.
레흐 카친스키와 야로스와프 카친스키 쌍둥이 형제에 의해 새로운 정당이 만들기 시작하면서 2001년 4월 13일에 정당이 등록되었다. 같은 해 폴란드 하원 선거에서 44석을 획득했다. 당시 슬로건은 모든 사람에게 공정한 제4공화국이란 슬로건을 내걸고 TV 광고와 인터넷을 활용한 홍보 활동을 펼친 결과 2005년 폴란드 총선에서 상원 49석, 하원 155석을 획득해 제1당으로 부상하게 되었다. 폴란드 총선 이후 폴란드 가족연합당과 협력하에 연립 정부를 수립하게 되었다.
같은 해 대선에서 도날트 투스크 후보를 1차에서 밀렸으나 2차에서 역전해 집권을 하기 시작했다. 2006년 5월에 폴란드 가족연합당과 연립 정부가 정식으로 발족 했으나 안제이 레페르의 부정부패 사건을 계기로 연립 정부 내에서 갈등이 생기면서 2007년 8월에 폴란드 가족연합당과 연립 정부를 해산했고, 같은 해 9월에 민주좌파연합이 제안한 의회 해산 결의에 찬성하면서 국회가 해산이 되었고 총선거가 실시되었다.
선거에서 166석을 획득 했으나 시민 연단이 200석을 획득하면서 폴란드 농민당과 함께 연립 정부가 들어서면서 퇴진했고 이후 레흐 카친스키 당대표에서 물러나면서 야로스와프 카친스키가 당대표가 되었다.
2010년에 레흐 카친스키가 비행기 추락 사고로 사망한 이후 같은 해 치러진 폴란드 대선에서 야로스와프 카친스키 전 총리가 출마하면서 시민 연단 후보 브로니스와프 코모로프스키와 대선을 치렀지만 1차와 2차 모두 패배했다. 2011년 폴란드 총선에서 상원 8석, 하원 9석을 잃어서 제2당이 되었다.
2013년 8월에 열린 전당대회에서 당수 선거를 실시했으나 야로스와프 카친스키가 유일하게 후보로 나서면서 재선되었다.
2014년 5월 유럽 의회 선거에서 17석을 획득해 시민 연단 다음으로 제2당이 되었다. 2015년 총선에서 시민 연단을 누르고 235석을 획득해 창당 이래 최초로 의석을 가장 많이 차지하게 되었다.

## 이념
폴란드의 제2당인 시민 연단보다 훨씬 보수적이며 반공주의적인 색채를 갖고 있다. 2009년에 공산주의의 이념을 금지하는 법안을 제출했고 국회에 통과되었다. 이 정당의 경우 노인과 저소득층에서 지지율이 높으며 또한 다민족 국가를 채택하고 있으나 헝가리, 슬로바키아와 마찬가지로 현재까지 시리아 난민 수용을 배척하는 경계감이 있다.
또한 총리 권한 확대를 지향하고 있으며 총리가 자유롭게 법안을 의회가 반대해도 총리 독자적으로 법률을 성사시킬 수 있는 프랑스와 사실상 마찬가지로 대통령제를 지향하고 있다. 또한 자유 민주주의를 지향하며 공산주의에 대한 단속 운동이 매우 적극적인 편이다.
그러나 폴란드의 제2당인 경제 및 외교 문제 때문에 시민 연단과 대립하고 있으며 이 정당은 독일과 이탈리아와 사실상 마찬가지로 내각제를 주장하고 있다.

## 역대 당 대표
| #   | 대표                | 임기            | 비고 |
| --- | ------------------- | --------------- | ---- |
| 1대 | 레흐 카친스키       | 2001년 ~ 2003년 |      |
| 2대 | 야로스와프 카친스키 | 2003년 ~ 현재   |      |

## 역대 선거결과

### 폴란드 하원
| 선거        | 합계      | 득표율     | 의석      | +/– |
| ----------- | --------- | ---------- | --------- | --- |
| 2001년 총선 | 1,236,787 | 9.5 (#4)   | 44 / 460  |     |
| 2005년 총선 | 3,185,714 | 27.0 (#1)  | 155 / 460 | 111 |
| 2007년 총선 | 5,183,477 | 32.1 (#2)  | 166 / 460 | 11  |
| 2011년 총선 | 4,295,016 | 29.9 (#2)  | 157 / 460 | 9   |
| 2015년 총선 | 5,711,687 | 37.6 (#1)  | 235 / 460 | 78  |
| 2019년 총선 | 8,051,935 | 43.59 (#1) | 235 / 460 | 0   |

### 폴란드 상원
| 2001년 총선                         | 0 / 100  |    |
| 2001 연합을 일환으로 15석 획득했다. |          |    |
| 2005년 총선                         | 49 / 100 | 49 |
| 2007년 총선                         | 39 / 100 | 10 |
| 2011년 총선                         | 31 / 100 | 8  |
| 2015년 총선                         | 61 / 100 | 30 |
| 2019년 총선                         | 48 / 100 | 13 |

### 유럽 의회
| 선거        | 합계      | 득표율     | 의석    | +/– |
| ----------- | --------- | ---------- | ------- | --- |
| 2004년 총선 | 771,858   | 12.7 (#3)  | 7 / 54  |     |
| 2009년 총선 | 2,017,607 | 27.4 (#2)  | 15 / 50 | 8   |
| 2014년 총선 | 2,246,870 | 31.8 (#2)  | 19 / 51 | 4   |
| 2019년 총선 | 6,192,780 | 45.38 (#1) | 27 / 51 | 8   |

### 대통령 선거
| 선거        | 후보                | 1차       | 1차        | 2차        | 2차        |
| 선거        | 후보                | 합계      | 득표율     | 합계       | 득표율     |
| ----------- | ------------------- | --------- | ---------- | ---------- | ---------- |
| 2005년 대선 | 레흐 카친스키       | 4,947,927 | 33.1 (#2)  | 8,257,468  | 54.0 (#1)  |
| 2010년 대선 | 야로스와프 카친스키 | 6,128,255 | 36.5 (#2)  | 7,919,134  | 47.0 (#2)  |
| 2015년 대선 | 안제이 두다         | 5,179,092 | 34.8 (#1)  | 8,719,281  | 51.5 (#1)  |
| 2020년 대선 | 안제이 두다         | 8,450,513 | 43.50 (#1) | 10,440,648 | 51.03 (#1) |

### 지역 의석
| 2002년 총선                  | 15.6 (#3) | 97 / 561  |    |
| 시민 연단과 연합해 득표했다. |           |           |    |
| 2006년 총선                  | 25.1 (#2) | 170 / 561 |    |
| 2010년 총선                  | 23.1 (#2) | 141 / 561 | 29 |
| 2014년 총선                  | 26.9 (#1) | 171 / 555 | 30 |
| 2018년 총선                  | 34.3 (#1) | 254 / 552 | 83 |

## 사건 및 사고
- 2010년 4월 10일에 레흐 카친스키 대통령이 탑승하여 바르샤바를 출발한 비행기가 러시아 서부 스몰렌스크주 스몰렌스크 공항에 접근하다가 추락한 사고로 탑승자 97명 전원이 사망하였다. 향년 60세.[31] 카친스키 대통령 내외를 비롯, 폴란드 육군 참모총장, 외무 차관, 대통령 비서실장, 중앙은행 총재 등은 블라디미르 푸틴 총리가 초청을 하지 않음에 따라 개별적으로 카틴 숲 대학살 사건 추모 행사에 참석하려고 스몰렌스크로 항공기를 통해 가던 중 사고를 당했으며, 이틀 후 대통령의 시신이 발견됐다.[32]

## 비판
법과 정의는 우익 노선을 표방하지만 극우적 성향 당원들도 상당수 분포하고 있다. 이들은 2017년 폴란드 독립 기념일 때 이웃나라 헝가리의 극우정당인 요비크와 피데스의 당원들과 함께 극우 백인우월주의 시위를 전개하여 논란이 되었다. 정권을 잡고 있던 법과 정의는 이에 대해 소극적으로만 대처하며 법과 정의가 이들의 극우적 시위를 방관하는 것이 아니냐는 비판이 있으며, 여러 언론들도 이러한 점 때문에 법과 정의를 극우정당으로 분류하기도 한다.

## 같이 보기
- 자유민주당 (일본)
- 국민의힘
- 슬로베니아 민주당